# Luzoir

Luzoir este o comună în departamentul Aisne din nordul Franței. În anul 2006 avea o populație de 285 de locuitori.